# Загоруй Петро Іларіонович
Петро Іларіонович Загоруй (нар. 1925, Мельниківці — пом. 6 листопада 1992) — радянський господарський, державний і політичний діяч.

## Біографія
Народився 1925 року в селі Мельниківці Ситковецького району Вінницької області. Член КПРС.
Учасник радянсько-німецької та радянсько-японської війн.
З 1945 року — на господарській, громадській та політичній роботі.
У 1945–1952 рр.. — старший інспектор відділу соціального забезпечення Залізничного райвиконкому м. Хабаровська, завідувач відділу Залізничного райкому комсомолу, секретар комітету ВЛКСМ заводу, завідувач відділу Хабаровського міськкому ВЛКСМ, секретар Залізничного райкому ВЛКСМ у м. Хабаровську.
- У 1952–1954 рр. — слухач Хабаровської крайової партійної школи[1].
- У 1954–1966 р.р. — завідувач відділу, секретар Соболівського райкому КПРС.[1]
- У 1966–1967 р.р. — завідувач відділу адміністративних і торгово-фінансових органів Камчатського обкому КПРС[1].
- У 1967–1968 р.р. — голова Петропавловськ-Камчатського міськвиконкому[1].
- У 1968–1984 рр. — перший секретар Петропавловськ-Камчатського міського комітету КПРС[1].

З 1984 р. — персональний пенсіонер.
Делегат XXIV, XXV та XXVI з'їздів КПРС.
Помер 6 листопада 1992 року.